# Farmers Branch
Farmers Branch és una població dels Estats Units a l'estat de Texas. Segons el cens del 2000 tenia 27.508 habitants.

## Demografia
Segons el cens del 2000, Farmers Branch tenia 27.508 habitants, 9.766 habitatges, i 6.933 famílies. La densitat de població era de 885,1 habitants per km².
Dels 9.766 habitatges en un 32,1% hi vivien nens de menys de 18 anys, en un 56,5% hi vivien parelles casades, en un 9,8% dones solteres, i en un 29% no eren unitats familiars. En el 22,9% dels habitatges hi vivien persones soles el 7,6% de les quals corresponia a persones de 65 anys o més que vivien soles. El nombre mitjà de persones vivint en cada habitatge era de 2,8 i el nombre mitjà de persones que vivien en cada família era de 3,31.
Per edats la població es repartia de la següent manera: un 25,6% tenia menys de 18 anys, un 9,5% entre 18 i 24, un 31,4% entre 25 i 44, un 21,4% de 45 a 60 i un 12,1% 65 anys o més.
L'edat mediana era de 35 anys. Per cada 100 dones de 18 o més anys hi havia 99,4 homes.
La renda mediana per habitatge era de 54.734$ i la renda mediana per família de 57.531$. Els homes tenien una renda mediana de 34.791$ mentre que les dones 27.372$. La renda per capita de la població era de 24.921$. Aproximadament el 4% de les famílies i el 6,3% de la població estaven per davall del llindar de pobresa.

## Poblacions més properes
El següent diagrama mostra les poblacions més properes.